# الذهيبة الغربية (عمان)
الذهيبة الغربية منطقة سكنية تقع في لواء الموقر، محافظة العاصمة في الأردن. تنتمي المنطقة لقضاء رجم الشامي الذي يضم 8 مناطق. يقدر عدد سكانها بـ 6663 نسمة حسب إحصاء 2015.

## الوصلات الخارجية
- دائرة الاحصاءات العامة